# Control (videojuego)
Control es un videojuego de acción-aventura y disparos en tercera persona desarrollado por Remedy Entertainment y distribuido por 505 Games. Fue lanzado el 27 de agosto de 2019 en las plataformas Stadia, Microsoft Windows, PlayStation 4, Xbox One y Nintendo Switch.

## Jugabilidad
Control es un videojuego jugado desde la perspectiva de tercera persona, y cuenta con algunos elementos de Quantum Break. En el juego, los jugadores pelean contra los enemigos usando la pistola del director, un arma de fuego que puede cambiar de forma. La pistola también puede ser actualizada para mejorar su eficiencia de combate. Adicionalmente, los jugadores tendrán acceso a varias habilidades supernaturales y telepáticas. Por ejemplo, puede usar escombros para formar un escudo defensivo y lanzar objetos hacia sus enemigos, usándolos como armas. Los jugadores pueden adquirir objetos o poderes completando misiones opcionales o explorando el mundo del juego. Son artículos que pueden ser usados para desbloquear nuevas destrezas, como la habilidad de Jesse de levitar en el aire. Remedy señaló que el juego es menos lineal que sus anteriores juegos y que los jugadores tendrán muchas oportunidades para explorar.

## Escenario
El videojuego transcurre en el edificio The Oldest House, cuartel general del Federal Bureau of Control, una agencia gubernamental en Nueva York que se encarga de estudiar objetos anómalos. El edificio está en constante transformación.

## Trama
Jesse Faden, una mujer de pasado misterioso, es promovida como la nueva directora de la agencia luego de la muerte del antiguo director y de que la agencia fuera invadida por una amenaza de otro mundo llamada el Hiss. Su nueva posición trae consigo nuevas habilidades como la telepatía, que la ayudarán a defenderse contra el Hiss. Jesse se encuentra sola en el campo de batalla, pero recibe ayuda desde el exterior mediante otro personaje con el que se comunica.

## Desarrollo
El videojuego es desarrollado por Remedy Entertainment. El director de Quantum Break, Mikal Kasurinen, también dirige el videojuego, y Sam Lake y Anna Megill son los escritores. Utiliza Northlight, el motor gráfico de Remedy también empleado en Quantum Break.
La desarrolladora ha declarado que las cinemáticas serán menos frecuentes y largas que otros de sus videojuegos, y que la historia se desarrollará de acuerdo a lo que los jugadores vayan experimentando.
En mayo de 2017 Remedy anunció su asociación con 505 Games para la publicación del videojuego, en ese entonces llamado con el nombre en clave «P7». 505 Games compró los derechos del título por 20 años con una inversión de 7.75 millones de euros. El videojuego se anunció en el E3 2018 en la conferencia de prensa de Sony.
El Juego Fue lanzado en Nintendo Switch en Formato en la Nube con Soporte de Trazado de rayos